# Rue de l'Université
Rue de l'Université (Univerzitní ulice) je ulice v Paříži. Nachází se v 7. obvodu. Je pojmenována po Pařížské univerzitě.

## Poloha
Ulice vede paralelně podél Seiny na jejím levém břehu ve vzdálenosti několika set metrů a je orientována z východu na západ. Začíná na křižovatce s Rue des Saints-Pères, kde navazuje na Rue Jacob, a směřuje přes Boulevard Saint-Germain, Esplanade des Invalides, Boulevard de la Tour-Maubourg, Avenue Bosquet, Avenue Rapp a Avenue de la Bourdonnais a končí na Allée Paul-Deschanel severovýchodně od Eiffelovy věže.

## Historie
Ve 12. století získala Pařížská univerzita území podél Seiny, západně od kláštera Saint-Germain-des-Prés, který byl předchozím majitelem. Tyto pozemky se nazývaly Pré-aux-Clercs (Louka duchovních) a první písemná zmínka o nich pochází z roku 960.
Tyto pozemky v roce 1639 univerzita prodala. Na nich vznikla nová čtvrť, jejíž hlavní ulicí se stala Rue de l'Université. Během postupného rozšiřování města byla ulice později prodloužena od Esplanade des Invalides až k Champ-de-Mars.

## Významné stavby
- Dům č. 5: Palác markýze de Gamaches, který postavil architekt Jean-Baptiste Leroux v 18. století.
- Dům č. 11: stavba z roku 1844, sídlo Hugotovy nadace Collège de France.
- Dům č. 13: Hôtel de Feydeau de Brou, palác postavený na počátku 18. století pro Marie-Anne Voysin, provdanou Feydeau de Brou. Palác později přeměněn na manufakturu, později na Jezdeckou akademie, poté zde sídlil Hydrografický úřad námořnictva (1817), kdy byl přestavěn. V letech 1971-1978 byl palác kompletně přestavěn s výjimkou dvora, portálu a fasády pro potřeby École Nationale d'Administration, od roku 2007 zde sídlí Institut politických studií v Paříži.
- Dům č. 15: Hôtel d'Aligre, palác na konci 17. století nechal postavit Jacques Laugeois d'Imbercourt.

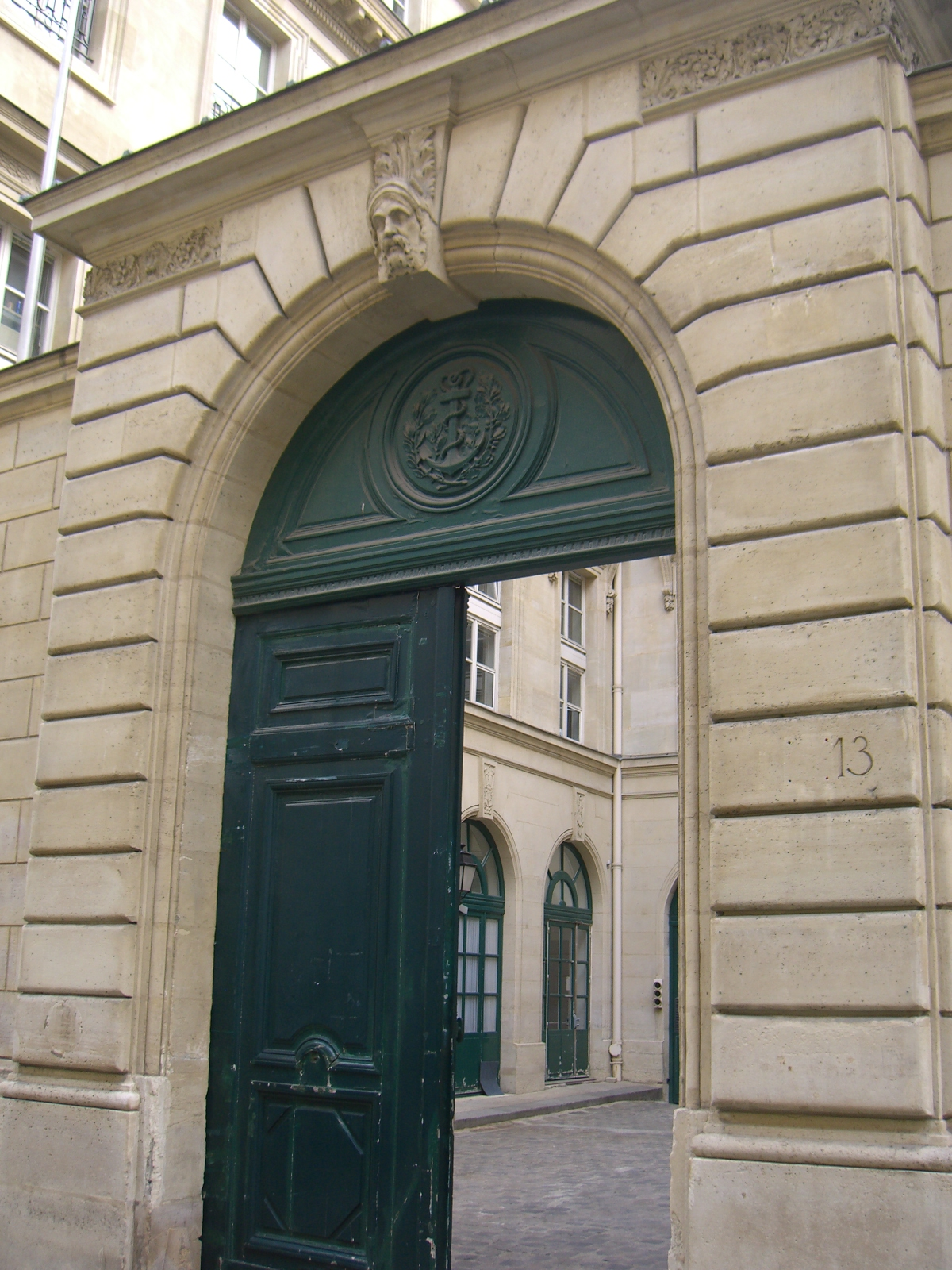
Portál Hôtelu de Feydeau

- Dům č. 16: obchod ve stylu renesance z počátku 19. století.
- Dům č. 17: Hôtel Bochart de Saron postavený v roce 1639 pro Françoise Lhuilliera, v roce 1650 zvýšen o patro. V roce 1769 nechal palác přestavět prezident Pařížského parlamentu Jean Baptiste Gaspard Bochart de Saron (1730-1794). V letech 1789-1792 zde žil politik Charles Maurice de Talleyrand-Périgord. V 19. století zde do své smrti bydlel generál Jean François Aimé Dejean (1749-1824). Dům dnes vlastní nakladatelství Gallimard.
- Domy č. 18-20: postaveny kolem roku 1666 jako hospic pro nevyléčitelně nemocné.
- Dům č. 21: Hôtel de Bragelonne postavený v roce 1639 pro Thomase de Bragelonne, prezidenta parlamentu v Métách. V roce 1818 koupil palác politik Jean-Jacques-Régis de Cambacérès (1753-1824) a bydlel zde do své smrti. Bydlel zde i generál Antoine-François Andréossy. V paláci sídlilo do roku 2007 Generální ředitelství cel a nepřímých daní.
- Dům č. 23: palác postavený v polovině 17. století pro Jeana Levasseura, královského tajemníka, sídlo Generálního ředitelství cel a nepřímých daní.
- Dům č 24: Hôtel de Sénectère, palác postavil architekt Thomas Gobert v roce 1685, přestavěn v roce 1777. Původně dvě budovy byly spojeny v roce 1837. Sídlo ministerstva obchodu a výroby.
- Dům č. 33: Hôtel Le Vayer, palác postaven po roce 1845 ve stylu Ludvíka XV. na místě paláce z roku 1717.
- Dům č. 51: Hôtel de Longueuil postavil architekt Pierre Cailleteau v roce 1706 pro prezidenta Françoise Dureta, který jej prodal v roce 1707 Claudovi de Longueil. Interiér byl upraven v letech 1749-1751. Palác byl přestavěn v 19. století, dnes je rozdělen na byty.
- Dům č. 78: Hôtel Hocquart postavený v roce 1754 ve stylu Ludvíka XV. V 19. století byl sídlem železniční společnosti Compagnie du Midi. V 80. letech 20. století byl palác renovován. Je zde zastoupení města Tchaj-pej ve Francii.
- Dům č. 101: postaven v roce 1974 pro kanceláře Národního shromáždění, renovován v roce 2008 a spojen podzemní chodbou s Palais Bourbon.
- Dům č. 102: Hôtel de Locmaria (1730).
- Domy č. 126-128: Palais Bourbon a Hôtel de Lassay, sídla Národního shromáždění.
- Dům č. 133bis: hlavní sídlo politické strany Mouvement démocrate.
- Dům č. 135: Městská hudební konzervatoři a zároveň domov seniorů z roku 1984.
- Dům č. 182: Auguste Rodin zde měl svůj ateliér.
- Dům č. 200: Palais de l'Alma, jehož hlavní vchod je na Quai Branly.
- Dům č. 204: jižní fasáda a vstup do Musée du quai Branly.